# Codorníu

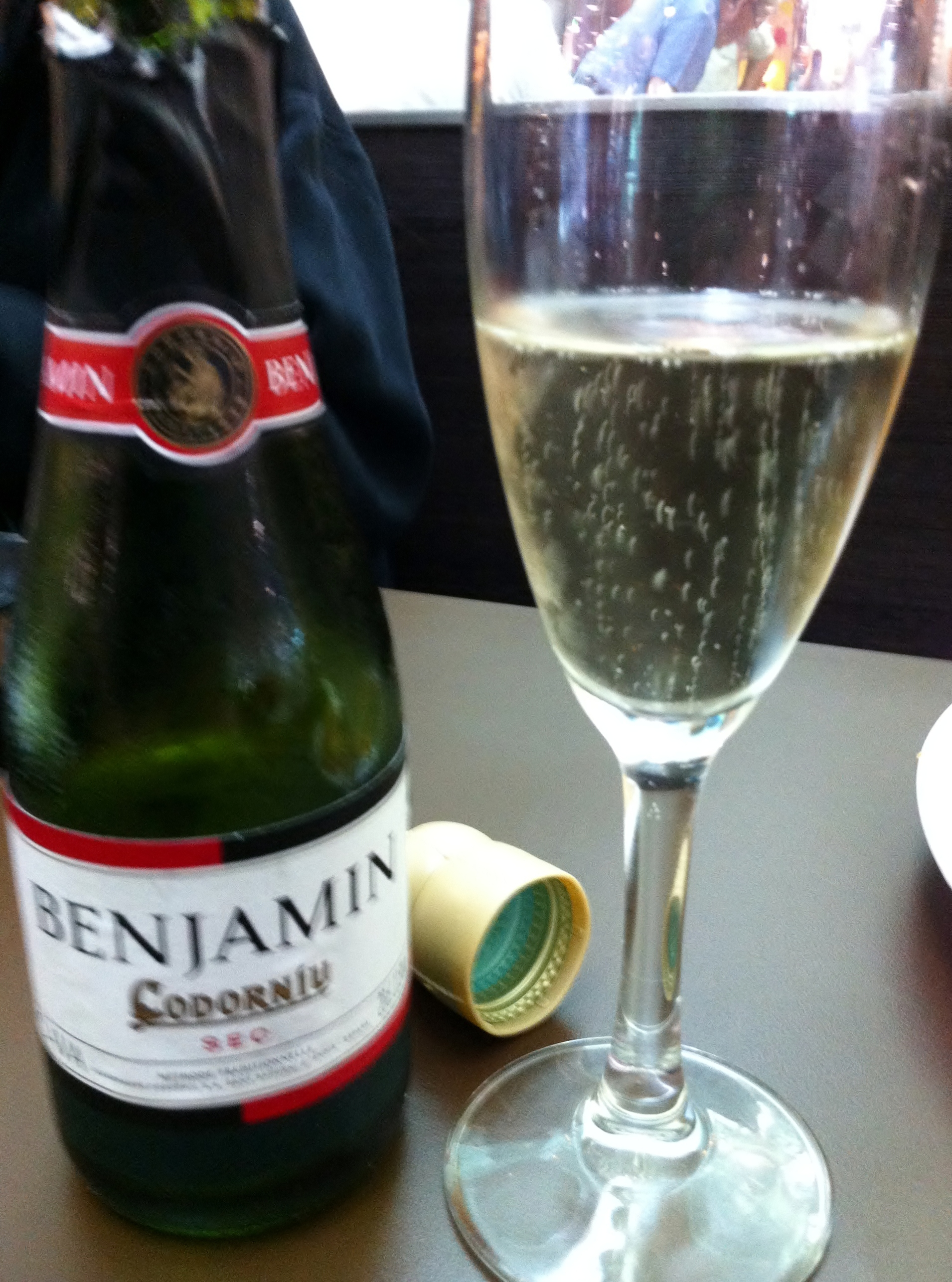
Ampolla de Codorníu

Codorníu (actualment Raventós-Codorníu) és un grup de cellers dedicat a la producció de vins i fundat l'any 1551. Actualment és el principal productor de cava (vi escumós fermentat dins l'ampolla pel mètode xampanyès) a nivell mundial (60 milions d'ampolles a l'any) i un dels majors productors de vi de taula a l'Estat.

## Història
La família Codorniu va entrar en el comerç de vins a partir de l'any 1551, segons que reflecteix un document de l'època a nom de Jaume Codorniu. El 1659 es va produir l'enllaç matrimonial entre Anna Codorniu –la darrera dels Codorniu– i Miquel Raventós i així van quedar unides dues famílies vitivinícoles de gran tradició; a partir d'aleshores els hereus del celler passen a dur el cognom Raventós.
Anys després, arran de la caiguda de la producció vinícola, l'empresa reorientà la producció cap al xampany, després anomenat comercialment cava per conflicte amb la denominació d'origen francesa. Així, el 1872 Josep Raventós i Fatjó, després d'un viatge a la Xampanya, començà a produir vi escumós mitjançant el mètode tradicional xampanyès; pioner a l'Estat espanyol, establí una nova indústria a l'Alt Penedès i molt prompte es converteix en el líder del mercat de cava a Espanya.
Les caves de Codorníu de Sant Sadurní d'Anoia van ser construïdes sota les ordres de Manuel Raventós (1895-1915), segons el projecte d'estil modernista de Josep Puig i Cadafalch. En aquell moment Codorníu produïa unes 100.000 ampolles de cava anuals, motiu pel qual la dimensió dels cellers semblava desproporcionadament gran per a aquesta producció, a més de ser lluny del ferrocarril. Aquest celler fou nomenat Monument Històric Artístic el 1976 i es pot visitar regularment. Actualment és un dels edificis més visitats de Catalunya, amb prop de 70.000 visites anuals (vegeu Caves Codorníu).
Actualment la família Raventós-Codorníu controla tot el procés productiu, des del ceps fins a la venda. L'empresa compta amb unes instal·lacions molt modernes i ben equipades. És un dels grans productors catalans de cava, juntament amb Freixenet.
La presidenta del Grup Raventós-Codorníu era Maria del Mar Raventós i Chalbaud, des que el 1998 ocupà el càrrec, substituint el seu cosí Manuel Raventós i Artés i fins al 2018.
El 2017, Codorníu va ser un de les empreses que, amb l'excusa de la possible inestabilitat jurídica derivada del procés d'independència català, van traslladar la seu fora de Catalunya, en aquest cas a Haro (La Rioja), tot i que les seus físiques i els treballadors continuaren a Catalunya.
El novembre de 2018, el grup va passar a formar part del fons d'inversió nord-americà Carlyle, el més gran del món, i Ramon Raventós i Basagoiti va ser nomenat el nou director general, en substitució de Xavier Pagès. Al mateix temps, el grup va comprar Gleva Estates, un grup català de 7 cellers. Així que ara el grup es compon de 17 cellers a Catalunya, La Rioja, Castella i Lleó i l'Aragó.
El març del 2019, el nom del grup va canviar de Codorníu-Raventós a Raventós-Codorníu. Aquest mateix any, el grup va anunciar el trasllat de la seu central d'Esplugues de Llobregat a Sant Sadurní d'Anoia, on es troba el seu principal centre de producció de cava.

## Productes

### Anna de Codorníu
És un dels caves que elabora Codorníu i que combina Chardonnay amb els tres raïms clàssics del Penedès: Macabeu, Parellada i Xarel·lo. Va ser el primer cava que va incorporar raïm de la varietat Chardonnay i es considera ideal per acompanyar crustacis i peixos de carn blanca. L'any 2010 rebé una medalla d'or al mundial de Brussel·les.
El nom és un homenatge a Anna Codorníu, la darrera persona de la família que dugué el cognom Codorníu.

## Fons
El 27 d'octubre de 2014 es va signar un contracte entre la Generalitat de Catalunya, el Consell Comarcal de l'Alt Penedès i Codorniu S.A. pel qual aquesta empresa productora de cava cedeix en comodat un conjunt de fotografies del seu fons a l'Arxiu Comarcal de l'Alt Penedès, per tal que aquesta entitat en tingui cura de la seva preservació, consulta, accés i difusió.
El fons consta de set-centes plaques de vidre, acetats i nitrats produïts i/o aplegats en el transcurs de l'activitat de l'empresa Codorniu des de finals del segle xix fins a principis del segle xx. Es tracta d'un fons fotogràfic de gran rellevància atès que s'hi pot documentar en imatges l'evolució de la vitivinicultura penedesenca i, especialment, la de la zona de Sant Sadurní d'Anoia, així com de la finca Raimat, en terres lleidatanes. És una expressió gràfica de l'evolució de la vitivinicultura al Penedès des del moment en què s'inicia la replantació de vinyes després de la fil·loxera. També permet documentar l'evolució tecnològica de la indústria de l'elaboració del vi i el cava que es va iniciar precisament en aquesta casa.